# SD頑駄無 武者○伝2
SD頑駄無 武者○伝2（エスディーがんだむ むしゃまるでんツー）は、武者ガンダムシリーズの第14作である。

## 概要
武者○伝シリーズの第二弾。前作同様『コミックボンボン』での連載が中心。
世界観は前作より引き続き天馬（ペガサス）の国が舞台で、過去の武者も多数登場している。『2』の時点で三部作になることは決定していたため、次作『武者○伝III』への伏線もちりばめられている。
この作品では、武者同士が競技としてさまざまなルールで戦い（競い）あう「武者バトル」を主軸に展開される。

## 登場人物

### 天宮
ワカ
現大将軍の息子。天馬の国でカツミと出会い、ザクレロイーターズのメンバーとなる。おっとりとした性格でかなり天然。将軍家の人間だけあって言葉遣いは丁寧。語尾は「○○ですぅ〜」。ソフトクリームが大好物。芯の強い一面もあり、不思議の鎧（大神武兜の鎧）と鳳凰に認められ、大いなる力を得る。
変化後は、武ちゃ丸やバッキーと同様勇猛な人格に変わるが、他の2人に比べると品行が良く、天然で実直な面が強い。
若神丸＜ワカマル＞
ワカが鬼の鎧を装着し、鬼変化（おにへんげ）した姿。劇中では「温度上昇（ヒートアップ）!若神丸新出!」。当初装着していた赤い鬼の鎧（赤鬼の鎧）は、本来は號號将頑駄無が叛多亜時代に使っていた鎧で、自らの意思を持っている（最終回にて神武兜頑駄無に従う）。號號が計画を実行する際には自らが赤鬼の鎧を使うため、青いレプリカと入れ替え、青い若神丸になった。なお、初めて若神丸に変身した際、武者魂が発揮できなかったのか鬼変化をせず、ワカのまま赤鬼の鎧を装着し、その場から動く事すらできなかった。必殺技は災鬼動形態で放つ消握滅力腕。
武器は砕巌頑と励山斬。
BB戦士 No.232（青鬼の鎧形態は天零、風車の百式、うっかりざくれろとのセット「Go!Go!豪華秘伝 武者バトル最強チーム!」に付属）。
神武兜頑駄無＜カブトガンダム＞
『誰かを守るために誰かを犠牲にせねばならないなら、私は上になど立ちたくは無い…だが、立たねばならないと言うならば、私は両方守る考えを貫き通す』と言う、ワカの仲間を思い遣る心、すべてを守ろうとする心に不思議の鎧（大神武兜の鎧）が反応し、ワカを装着者に選んだ。「鬼神絶大!」の掛け声（劇中では「纏うは鬼神!震えるは絶大!いざ!神武兜頑駄無!!」）と共に変身する武者。必殺技は長い角を腕に装着し突進する衝突然、二頭の角を腕に装着し、相手を挟みこむ挟撃砕、金棒がパワーアップした砕巌頑より放たれる痛印大不運砲（ツインタイフーン）。最大の奥義は『神武兜認証（ログイン）』した後に星々の力を七星顎刀に取り込み放つ『天地激震 七星流弾爆（セブンズインパクト）』。
武器は七星顎刀と砕巌頑。
No.240。神武兜頑駄無のカブトムシの角は、二代目大将軍のラフデザインの一つを取り入れたものである。
超王神武兜頑駄無＜チョウオウカブトガンダム＞
絶体絶命の危機に現れた鳳凰は、神武兜に「力が欲しいか」と問う。しかし神武兜は「誰かを倒す力ではなく、守りきる力が欲しい」と答え、鳳凰に認められ力を与えられる。この時、赤鬼の鎧は自我を表し、自ら神武兜に従い災鬼動黄金形態に変化。それを装着し放つ天動超奥義・鳳凰転生翼が最強の必殺技である。なお、この時まだ卵であった『武者○伝III』の主人公、バッキーも吹き飛ばしている。
BB戦士未発売。
ブライト
交通機動隊所属の武者刑事で斗機丸の後輩。違法である武者バトルを武者縛導策（ムシャバクドウサク）で取り締まっている。その為、武者バトル参加武者やサポーターからは煙たがられている。
斧雷丸＜ブライマル＞
ブライトが鳥の鎧を装着し変身した黒い武者。頑駄無流の主君を守る裏頑駄無流の武者であるが、当初はワカが主君であることを認められず、鳥の鎧を装着することを拒んでいた。また、若神丸の装着していた鬼の鎧は元々叛多亜であった號號将頑駄無が使っていた為、鳥の鎧が過剰反応し若神丸を傷つけてしまう。必殺技は、黒鋼雷鳥形態（メタルサンダーバードモード）に変型して放つ爆砕雷鳥（スパークサンダーバード）。
武器は斬斧刀とトライアットショットガン、長鎖手錠。斬斧刀とトライアットショットガンは合体して電撃斬斧刀となる。
BB戦士 No.233。
光斧雷頑駄無＜コブラガンダム＞
破異武立闘に殺されたワカを蘇生させるために、ハッチャンの活殺裏葛篭（かっさつうらつづら）でワカに自らの命を移すが、烈號の命をうけて転生、蛇の鎧を装着する光斧雷頑駄無として復活した。必殺技は光雷路弩（サンダーロード）から放たれる追尾衝撃波（ホーミングショックウェーブ）、斧愛嵐（ブーメラン）をまるで蛇が相手を巻き絞めるような動きで敵を切り刻む裏頑駄無流秘奥義 旋風狩裂蛇（スピンシュレッダー）。また、光斧雷追撃輪形態（コブラチェイサーモード）に変形して放つ雷刃遇超走破（ライジングオーバーロード）が最大の必殺技である（『武者○伝2』では使用せず、『武者○伝Ⅲ』にて披露、プラモデルの説明書では雷刃遇超走破〈ライジングオーバーテイク〉）。
武器は斧愛嵐＜ブーメラン＞と光雷路弩＜サンダーロード＞、斬斧刀、ショットガン。
BB戦士No.243。
ハッチャン
法術を使う時防流の門下生。いつもヘッドフォンをしている。また、クラブでDJのバイトもしていた。なぜか片言の日本語でしゃべり、自分のことを「ミー」（覇利丸および零覇利法師時は「拙僧（ミー）」）と呼び、語尾に「～Ne」と付ける。ブライトとは犬猿の仲。
覇利丸＜ハリマル＞
かつて蘇生させた蛙の魂を入れてある宿笠と融合したハッチャンの本来の姿。攻撃用式神・式利機写動破と防御用式神・式利機写動捕を召喚し、武者とは異なった戦術で撹乱。斧雷丸も手玉に取るなど、かなりの実力を持っている。必殺技は必殺念射 覇利破離波（ハリハリハ）。
武器は法師笠と杓杖。
BB戦士 No.235。
零覇利法師＜ゼロハリホウシ＞
破異武立闘派の叛多亜が破異武立闘をつくる為に使っていた亜プ皿巣（アプサラス）。強制的に従えさせられていた為、本心では苦しんでいる事を悟りつつも救う事のできなかった亜プ皿巣を、転生の術で蘇生させたハッチャンは時防流の神髄である"自己・利己・無"を「自分なりの時防流」として悟り開眼（カイガン）。亜プ皿巣と融合し、零覇利法師へのパワーアップに成功した。必殺技は召喚した亜プ皿巣が相手を呑み込む超絶念写　爆利化離場（ちょうぜつねんしゃばりばりば）。
武器は魂波守＜コンパス＞。
BB戦士No.241。
ワカ（武者○伝外伝16）
「武者○伝外伝16」（BB戦士 No.244號號将頑駄無のコミックワールド）に登場。父親は立派な大将軍として成長したワカ（逆光でシルエットのみの描写）。この時代ではワカの子がワカと呼ばれている。父親は胸部の色が緑色だったのに対してこのワカの胸部は赤い。號號将頑駄無のことは「ゴウたん」と呼んでおり、語尾には「ですぅ」と付かない（一方、父親は相変わらず語尾に「ですぅ」と付けている）。

#### 頑駄無流
撃鱗将頑駄無＜ゲキリンショウガンダム＞/撃鱗頑駄無＜ゲキリンガンダム＞
頑駄無流の師範。通称・撃さん。ワカや『武者○伝』の夢者遊撃隊の師匠でもあるが、とても厳しく弟子が口答えしようものなら容赦なく鉄拳を振るう「鬼師範」として有名。『新SD戦国伝 七人の超将軍編』の主人公・武者飛駆鳥の子孫と言われており、決死の戦場に赴く際には鋼鉄迦楼羅を装備する。必殺技は飛龍邪無風（ドラゴンジャンプ）、超天奥義 撃爆星（ゲキバスター）など。「力の撃さん、技の號さん」と呼ばれるほど、力が秀でている。
武器は烈旋改。
BB戦士 No.237。No.126 武者飛駆鳥の部品が流用されており、鋼鉄迦楼羅を装着可能。
號號将頑駄無＜ゴーゴーショウガンダム＞/叛多亜號業＜ハンターゴーゴー＞
頑駄無流の師範。通称・號さん。かつては叛多亜武者であったが、撃鱗将頑駄無との戦いの中で幼い頃のワカの心の暖かさに触れて叛多亜から武者軍団に寝返る。普段は飄々とした好々爺といった趣だが、戦闘においては「非情」を信条として情け容赦の類は一切しない。若神丸の鬼の鎧は本来は號號が叛多亜時代に使用していたものである。破異武立闘の天宮侵攻に備えて、三流派の若者を育てるために武者バトルを仕掛け、さらに叛多亜に超時空転移装置の情報を与えて天馬の国に呼び寄せた。普段はΖガンダム型のマスクで力を封印しているが、それを外すことにより「羅刹再来」し、本来の凶暴な性格・口調へと戻る。必殺技は刻閃斬、號魔球など。後に改心した悪武者が平和に暮らす秘密の里「武者の堰」の責任者になった。
武器は悟明刀と空虎の弓、絶爪滅力腕、バイザー。
BB戦士 No.244。No.158 天零頑駄無の部品が流用されている。
撃鱗将と號號将は、共に頑駄無流のトップに立つ存在であり、ブライト曰く「並みの武者なら目に掛かることすらできない」ほどの存在であるという。
鎧部分は月刊『コミックボンボン』誌の読者公募デザインを採用したもので、同誌の2002年11月号に公募が行われ、2003年2月号に発表がなされた。
獅子王頑駄無＜シシオウガンダム＞/獅試翁＜シシオウ＞
元頑駄無流師範。武ちゃ丸曰く「大人気ない」師範。
黄金の鎧を纏う巨漢武者に変身する。若神丸に似てる。
秘密の鎧を守る足軽のような姿になって隠居していたが、その実力は今なお健在で、獅子王頑駄無として覚醒して武者丸と戦った際には、彼を殆ど寄せ付けなかった。しかし、ススムのたこ焼きへの執念が生んだ彼の奇襲を防ぎきることが出来ず、渋々ながら彼の実力を認めることになった。
最終的に、武者丸の力を認めて秘密の鎧へと案内するものの、彼ですらも秘密の鎧には拒否された。また、強大な実力を持つ獅試翁自身ですらもこの鎧には一方的に叩きのめされるのみであった。

### 天馬の国
カツミ
ザクレロイーターズのサポーター。通称カツミン。『武者○伝』の主人公であるススムの弟。ワカの相棒として活躍する。
兄と違って熱い性格の持ち主で、勝気で喧嘩っ早い。かつて武者丸に喧嘩術を仕込まれており、大の大人数人をのしてしまうほど。また自宅の本棚に格闘関係の本が並んでいる。
コージ
病気で入院中の少年。ブライトの友達。
武者小路ナオミ
武者リーグの主催者である武者小路財閥の令嬢。性格はかなりツンデレ気味。

### 武者バトルチーム
- ザクレロイーターズ
  - うっかりざくれろ
  - 風車の百式
  - 天零頑駄無
- 頑駄無サンダース
  - 雷鳴頑駄無
  - 蒼雷頑駄無
  - 雷頑駄無
- 頑駄無ジンジャーズ
  - 龍頑駄無
  - 武者江須
  - 爆熱頑駄無
- 師弟頑駄無達
  - 疾風の仁宇
  - 武者風雷主
  - 爆流頑駄無
  - 武者號斗丸
- 剣客頑駄無達
  - 武者頑駄無
  - 烈空頑駄無
  - 豪剣頑駄無
  - 剣聖頑駄無
- 頑駄無レッドサンズ
  - 天地頑駄無
  - 武者百士鬼改
  - 武者真紅主
- 頑駄無ファイターズ
  - 烈光頑駄無
  - 輝龍頑駄無
  - 剛覇頑駄無
- 頑駄無チェーンズ
  - 武者冒流刀
  - 獣王頑駄無
- 頑駄無ダーク&シャインズ
  - 鉄斗羅頑駄無
  - 千力頑駄無
  - 砕牙頑駄無
  - 大旋鬼頑駄無
- マシーン頑駄無達
  - 鉄機武者 鋼丸
  - 鉄機武者 爆進丸
  - 鉄機武者 真星勢多
  - 武者ナタク
- 親子頑駄無達
  - 白龍頑駄無
  - 雷龍頑駄無
  - 犀頑駄無
  - 巨山の斎胡
  - 武者砕虎摩亜屈
- ゴールド頑駄無達
  - 武者飛駆鳥
  - 武者百士貴
  - 武者頑駄無零壱
- 銃駄無達
  - 新凰頑駄無
  - 武者激闘頑駄無
  - 武者全武装頑駄無
  - 撃流破頑駄無
  - 武者ヘビーアームズ
- 頑駄無フライヤーズ
  - 飛天頑駄無超将軍
  - 密林の摩亜屈
  - 隼頑駄無
  - 迅風頑駄無
  - 武者ウイングゼロ
- 頑駄無ジェネラルズ
  - 二代目将頑駄無
  - 荒鬼頑駄無
  - 百烈将頑駄無
  - 武者刀流義守
  - 鉄機将飛閃
- 頑駄無シャイン&ナイターズ
  - 武者荒烈駆主
  - 武者デスサイズ
- ファイヤー頑駄無達
  - 火炎の駄舞留精太
  - 阿修羅頑駄無
  - 爆炎頑駄無
  - 紅蓮頑駄無
- 忍頑駄無達
  - 農丸頑駄無
  - 烈破頑駄無
  - 武零斗頑駄無
  - 獣破頑駄無
  - 彗聖頑駄無
- マブダチ頑駄無達
  - 赤龍頑駄無
  - 青龍頑駄無
- 殺駆魔神銃達
  - 殺駆頭
  - 影忍者射殺駆
  - 古殺駆
  - 今殺駆
  - 新殺駆

### 叛多亜武者
叛多亜烈號＜ハンターレツゴー＞
叛多亜武者の強剛（つわもの）。叛多亜號業の弟。負傷した部下を始末するなど非情の戦士かと思われたが、神武兜頑駄無に敗れ入院した病院でコージと出会いそれが彼の運命を大きく変える事になる。活殺裏葛篭でブライトの命を救いその命と武者魂を彼に託しながら消えていった。平和の中で武者魂がふぬけた天宮の武者を卑下し、強い相手と戦い続ける事こそ武者魂だと自負していた。號號将と共に破異武立闘とは相反していた模様。必殺技は振吸陰愚（フルスイング）、高速斬撃の自・焔怒（ジ・エンド）。
波派破2168
武者達を襲撃し圧倒するが斧雷丸に木っ端微塵にされる。

## 用語
叛多亜武者＜ハンタームシャ＞
天宮の武者頑駄無に敵対する「月の国」の戦士達。一部の雑兵は武者頑駄無の鎧や武装を複製した物を装備している。幹部を除く叛多亜は語尾に「ムーン」が付く。モチーフはムーンレィス。
「月の国」についての所在地は不明。
武者バトル
歴代の武者が始めた修行。武者と武者が何らかの種目で勝利を競う競技形式。当初はワカを鍛え上げるために號號将が仕組んでいたが、その内容や話題性から次第にスポーツとして定着していく。
干支の鎧
天宮に伝わる十二の鎧。動物の法力を封入したと言われる。現存する物も整備中であったり、他のいくつかは過去の戦いで紛失しており現在新規設計中である。武王の鎧や赤備えの鎧、ブライトの鳥の鎧や蛇の鎧がこれに当たる。極稀に持ち主に納得しない法力が実体化する。